# میروسلاو دومانسکی
میروسلاو دومانسکی (اوکراینی: Мирослав Іванович Думанський؛ ۱۷ ژوئن ۱۹۲۹ – ۱ آوریل ۱۹۹۶) بازیکن فوتبال اهل اتحاد جماهیر شوروی سوسیالیستی بود.
از باشگاه‌هایی که در آن بازی کرده‌است می‌توان به باشگاه فوتبال اسپارتاک ایوانو-فرانکیفسک و باشگاه فوتبال شاختار دونتسک اشاره کرد.
وی همچنین در تیم ملی فوتبال اوکراین بازی کرده‌است.